# Santa María Coronango
Santa María Coronango (del nahuatl: atl, coloa, ahco ‘agua, vuelta, arriba’‘Arriba de donde da vuelta el agua’) es una población del estado mexicano de Puebla, cabecera del municipio del mismo nombre.
Coronango es parte de la Zona Metropolitana de Puebla-Tlaxcala.

## Historia
En el territorio que actualmente ocupa el municipio de Coronango se establecieron en este lugar grupos de tlaxcaltecas y cholultecas, ocupando lo que es hoy los barrios de Analco, Cuapilco y San Antonio. 
Se hallaron vestigios de tlaxcaltecas y cholultecas en este municipio, puesto que se han encontrado objetos de barro como platos, cazuelas, ollas, caritas, etcétera, con pinturas con el nombre de su cultura. Estos objetos los encontraron principalmente campesinos, al trabajar las tierras de cultivo.
Otra prueba de la influencia de los tlaxcaltecas y cholultecas en el municipio son los apellidos predominantes entre la mayoría de sus pobladores tales como Tlaxcaltécal, Coyotécatl y Xochimitl, entre otros.
Bajo la dirección de Silverio Flores, en 1521 se inició la construcción de la Iglesia de Santa María de la Asunción, que se terminó en 1707. La fiesta patronal se realiza de forma anual el 15 de agosto. 